# Paolo Baltaro
Paolo Baltaro (Genova, 22 febbraio 1967) è un polistrumentista, arrangiatore e produttore discografico italiano.

## Biografia
Paolo Baltaro è musicista e produttore artistico italiano. Produttore e autore della formazione neo prog Arcansiel con i quali pubblica Normality of Perversion , pubblicato da Mellow Records e Swimming in the sand . pubblicato da Musea. Collabora con Freak Antoni con i "Rotolones" al tour promozionale del libro "Non c'è gusto in Italia ad essere intelligenti"  come tastierista. Produttore e bassista dei Roulette Cinese per l'opera audio video "Che fine ha fatto Baby Love?"  Forma nel 1995 i S.A.D.O., acronimo di Società Anonima Decostruzionismi Organici. Con essi pubblica, per Banksville Records, La Differenza, Implosioni, Teratoarchetipia, il live Imprescindibile Momento di Cultura Italiana, Musiche per signorine da marito e l'album sperimentale Weather Underground. Questo lavoro gli valse nel 2011 il riconoscimento Prog Award come miglior produttore progressive dell'anno., il Premio "Rassegna Musica Diversa Demetrio Stratos"  nel 2008 e, nello stesso anno, il premio Darwin Musiche Italiane non Convenzionali.
Con gli Mhmm, pubblica su vinile l'LP Do Not Disturb, contenente una versione del brano Woodstock di Joni Mitchell citata sul sito della stessa autrice . Produce l'artista inglese Terry Dene con la raccolta di brani originali "The Rock is Rolling Again". Successivamente, partecipa alla formazione dei Sorella Maldestra, come batterista e produttore per i CD Maltempo e Il Lato A Della Serie B. Nello stesso anno pubblica il primo disco solista a suo nome per l'etichetta francese Musea, dal titolo Low Fare Flight To The Earth, edito da Universal Music Group. Nello stesso anno produce per la cantante sperimentale Magica Aidan il cd Nadia Hotel, basato su brani del gruppo californiano The Doors. Nel 2012 è parte, con Andrea Bonizzi, al progetto Sound Wall Project come chitarrista, con Angelo Bruschini  dei Massive Attack e con Colin Edwin dei Porcupine Tree al basso. Nel 2013 si unisce al progetto del chitarrista Argentino Gabriel Delta nel ruolo di bassista e per esso, Paolo produce l'album Brothers, pubblicato da Banksville Records.
La sua prima opera letteraria, "Gli ambienti Teorici Multidimensionali", è un libro che raccoglie scritti, lettere e trattati di letteratura deviante in 150 pagine edite da Banksville Book. Nel 2017 esce il suo secondo disco solista, "The day after the night before" per Musea Records.. Nel 2018 forma il gruppo The Pillheads , la cui ultima formazione lo vede con Daniele Mignone al basso, Giuseppe Garavana alla chitarra e Samuele Costanzo alla batteria. Con questa formazione ottiene il Premio A.V.I (Associazione Vinili Italiana) per l'innovazione discografica” con il brano "Sei una mente creativa?" realizzato utilizzando l'intelligenza artificiale .
Nel 2020 produce una raccolta di brani di Cole Porter con arrangiamenti non convenzionali dal titolo "Call Porter" , con la cantante brasiliana Lica Cecato, pubblicato da Banksville Records.. Nel 2024 produce "Machine Symphony" di Manfreud, pseudonimo del regista e autore televisivo Roberto Manfredi  realizzato in parte con l'intelligenza artificiale, pubblicato da Banksville Records alla cui stesura hanno partecipato Patrizio Fariselli, Oberlunar, Andrea Fumagalli ("Andy"), Daniele Mignone e Diego Marzi.

## Banksville Records
Nel 2005 Paolo Baltaro fondò la Vanity label Banksville Records  come affiliata della londinese PKMP Communication Group, al fine di mettere in commercio con maggior libertà alcune delle produzioni che vedevano la propria partecipazione. Tra le produzioni su questo marchio compaiono, oltre ad album a proprio nome, anche artisti come Magica Aidan, Arcansiel, Fabrizio Consoli, Società Anonima Decostruzionismi Organici, Terry Dene e Sorella Maldestra.

## Discografia
- 1994: Normality Of Perversion (Arcansiel) (Mellow Records mmp 203)[34] (Basso, Tastiere, Produzione)
- 1991: Esperimenti di Free Jazz (Quintetto Steu Battezzato) (Cd Baby)[35] (Sassofono, Chitarra, Produzione)
- 1994: Lisciometal à Go-Go (Banksville Records pac 003) (Batteria, Basso, Tastiere e Produzione)
- 1994: Implosioni (Società Anonima Decostruzionismi Organici) (Banksville Records)[36] (Basso, Tastiere e Produzione)
- 1995: Teratoarchetipia (Società Anonima Decostruzionismi Organici) (Banksville Records)[37] (Basso, Tastiere e Produzione)
- 1999: Hear Me Out (Even Vast) - (Black Lotus Records – BLR/CD 009)[38] (Batteria)
- 2001: La Differanza (Società Anonima Decostruzionismi Organici) (Banksville Records Creative Commons)(Basso, Tastiere e Produzione)
- 2003: Che Fine Ha Fatto Baby Love (Roulette Cinese) (Toast Records tdmlc01)[39] (Basso, Tastiere e Produzione)
- 2004: Swimming In The Sand (Arcansiel) (Musea fgbg 4560 ar, edizioni Universal Music)[40] (Voce, Basso, Tastiere e Produzione)
- 2007: Holzvege (Società Anonima Decostruzionismi Organici) (Ams amscd122)[41] (Basso, Tastiere e Produzione)
- 2008: Do Not Disturb (Mhmm) (Banksville Records 6858 - Btf)[42] (Voce, Batteria, Basso, Tastiere e Produzione)
- 2009: Maltempo (Sorella Maldestra) (Banksville Records 200903 - Audioglobe)[43] (Batteria e Produzione)
- 2009: Low Fare Flight To The Earth[44] (Disco solista) (Musea fgbg 4815 ar, edizioni Universal Music)
- 2009: Imprescindibile Momento di Cultura Italiana (Live) (Società Anonima Decostruzionismi Organici) (Ams amscd 174 cd)[45] (Basso e Produzione)
- 2010: Weather Underground (Società Anonima Decostruzionismi Organici) (Banksville Records 201002 - Audioglobe)[46] (Basso, Tastiere e Produzione)
- 2011: The Rock Is Rolling Again con Terry Dene and Gabriel Delta (Banksville Records) (unreleased)(Batteria, Tastiere e Produzione)
- 2012: Ortoboia (Abajiur Ruaial) (Banksville Records)  (Tastiere e Produzione)
- 2012: Il Lato A della Serie B - Salutate 7 Scudetti (Sorella Maldestra) (Banksville Records 201205)(Batteria e Produzione)
- 2015: Herpes (McAllan) - (Banksville Records) 200145 -ristampa-[47] (Tastiere, chitarra ritmica, cori e Produzione)
- 2016: DRUNK [48] with Sound Wall Project prod. Andrea Bonizzi, feat. Angelo Bruschini e Colin Edwin (Banksville Records) (Guitar) PKMP1602
- 2017: The Day After The Night Before - Original soundtracks for imaginary movies (Banksville Records) kmp 1601[49]
- 2017: La Tempete - Original Soundtrack (Banksville Records) BR4500217
- 2018: Live Pillheads (live) (disco solista, con i Pillheads)[50] (Banksville Records) PKMP 01791
- 2019: Musiche per signorine da marito - Cura uditiva della narcolessia in forma Sentenziale (Società Anonima Decostruzionismi Organici)[51] (Banksville Records) BAA-38178
- 2019: Call Porter - A time warp into Cole Porter's music by Lica cecato and Paolo Baltaro's orchestra (Banksville Records) PKMP1991
- 2022: A New World? by Gabriel Delta Paolo Baltaro & Daniele Mignone (Banksville Records) PKMP01681
- 2023: TANATOFOBIA Vaccino uditivo contro la paura di morire in forma sentenziale [52] (Società Anonima Decostruzionismi Organici) (Banksville Records) (Tutti gli strumenti, produzione) PKMP01682
- 2024: Digitare Prima dei Pasti [53] (The Pillheads) (Banksville Records) (Chitarra, voce, produzione) PKMP68510
- 2024: Machine Symphony con Manfreud (Roberto Manfredi) (Banksville Records) con la partecipazione di Patrizio Fariselli [54] PKMP01682

### Compilation
- 1992: Sanscemo 92[55]
- 2008: Guitars dancing in the light (Mellow Records 2008)[56] con il medley Jingo / Moonflower / Tales Of Kilimangiaro[57] con la partecipazione speciale di Magica Aidan
- 2013: More Animals at the Gates of Reason - A Tribute to Pink Floyd (BTF 2013)[58]
- 2013: Musiche Per Viaggiatori Distratti (compilation) (Banksville Records)[59]

## Colonne sonore
- 1990: Il Ritorno della Cicogna Bianca di Carlo Donis, documentary - prod. Piero Angela, Quark / Rai 1
- 1990: The Tree by Achaz Hardnberg, cartoon, MXM productions
- 1998: Claas international, industrial documentary, prod. Tecnomovie
- 1995: Caro cavallo, home video, International Press - Polyeditor
- 1995: La lampada di Aladino, cartoon, prod. Tecnomovie- Polyeditor
- 1996: I Nemici dell’Ig(i)ene – The Movie, feature film, Pinkstudio / Banksville Records
- 1998: La patente B in video, home video course, prod. Tecnomovie Polyeditor - International press
- 1998: RIV-SKF, industrial documentary, prod. Tecnomovie
- 1999: CLAAS, it's all about the soil, industrial documentary, prod. Tecnomovie
- 2012: Il museo delle cere, theathral show by G. Pacella
- 2013: Artica Biancaneve, theathral show by G. Pacella
- 2013: Mamà by Raul Donovan, short film, Banksville Records
- 2015: Intrecci d’arte, theathral show, co-production Paolo Baltaro e G. Pacella
- 2016: L’Attache by Magica Aidan, directed by Gianni Opezzo and Paolo Baltaro, Banksville Records
- 2017: La Tempete - Original Soundtrack, short film,[60] Banksville Records
- 2022: L'Anniversario [61]- a movie by Gabriel Maius Stancu Original soundtrack by The Pillheads

## Riconoscimenti
- “Invasioni” (Premio della critica, progetto musicale su testi di Manlio Sgalambro) [62] con i Roulette Cinese. (2003)
- “Best progressive producer of the year” per l’album sperimentale “Weather Underground” dei S.A.D.O. (2010)
- “Premio Demetrio Stratos” con i S.A.D.O.[63] (2011)
- “Darwin award of italian non-conventional music” con i S.A.D.O.[64] (2011)
- “Premio A.V.I (Associazione Vinile Italiana) per l'innovazione discografica” con i Pillheads per il brano "Sei una mente creativa?" realizzato utilizzando l'intelligenza artificiale [65] (2013)